# One UI
One UI je korisničko sučelje južnokorejske tvrtke Samsung Electronics za njihove uređaje temeljene na operacijskom sustavu Androidu. Nasljeđuje TouchWiz i Samsung Experience, te je optimizirano za jednostavnije korištenje velikih uređaja jednom rukom. Predstavljeno je na Samsungovoj razvijateljskoj konferenciji 2018. godine, a izdano uz ažuriranje na Android 9 "Pie".

## Značajke
Elementi grafičkog sučelja premješteni su s vrha zaslona na njegovo dno, što omogućuje lakše korištenje uređaja jednom rukom. Zadane aplikacije koriste velika zaglavlja kako bi iz istog razloga glavni sadržaj bio bliži dnu zaslona. Navigacijska traka dobila je podršku za geste, a u sustav dodana je tamna tema koja primjenjuje tamne boje na elemente sučelja. Aplikacije su u popisu nedavnih aplikacija poredane horizontalno, dok su u prijašnjim inačicama Samsungovog softvera bile poredane vertikalno.
One UI 2.0, temeljen na Androidu 10, dodao je novi sustav navigacije gestama, različit od onog u prvoj inačici sučelja. Redizajnirano je sučelje kamere, a početni i zaključani zaslon prilagođavaju boje teksta i ikona s obzirom na boje pozadine. Dodane su detaljnije informacije o korištenju baterije i tzv. "Focus Mode" koji privremeno isključuje određene aplikacije.

## Vanjske poveznice
- Službena stranica